# 곰TV컵 카트라이더 6차리그
곰TV컵 카트라이더 6차리그는 곰TV가 후원한 카트라이더 여섯번째 리그이다. 리그 표어는 "즐거움을 생중계한다, GOMTV!"이다.

## 개요

### 일정
- 2007년 7월 7일 ~ 2007년 9월 29일

### 변경된 점
- 여성선수 참가(안한별)
- 기존 187경기에서 126경기로 변경되었다.

## 참가선수
- 5차리그 시드자 : 문호준, 정선호, 김진희, 장진형, 김진용, 김선일, 이재성, 강석인

김성태(2라운드), 김동원, 김태영, 송준우, 이구응, 박지윤, 안한별, 이원선, 김성직(2라운드만), 정영석,
전인권, 한정섭, 이상우, 이요한, 김택환, 이상윤, 김민규, 강진우, 김현준, 김동주,
김영남(2라운드), 최봉석, 강정민, 조현준, 김경한(1라운드), 주영식(1라운드), 방준규(실격)

## 1라운드

### 예선
| 조  | 1라운드 예선 | 1라운드 예선 | 1라운드 예선 | 1라운드 예선 | 1라운드 예선 | 1라운드 예선 | 1라운드 예선 | 1라운드 예선 | 1라운드 예선 | 1라운드 예선 | 1라운드 예선 | 1라운드 예선 | 1라운드 예선 | 1라운드 예선 | 1라운드 예선 | 1라운드 예선 |
| A조 | 문호준       | 61           | 강석인       | 44           | 강정민       | 38           | 강진우       | 33           | 김민규       | 17           | 이구응       | 17           | 송준우       | 16           | 이원선       | -12          |
| B조 | 정선호       | 62           | 김선일       | 29           | 박지윤       | 28           | 김동주       | 21           | 이상우       | 19           | 주영식       | 13           | 한정섭       | 13           | 안한별       | 4            |
| C조 | 장진형       | 64           | 김진용       | 49           | 김경한       | 39           | 이요한       | 35           | 김현준       | 30           | 정영석       | 23           | 김태영       | 7            | 방준규       | 실격         |
| D조 | 김진희       | 68           | 이재성       | 53           | 전인권       | 35           | 조현준       | 17           | 이상윤       | 16           | 최봉석       | 7            | 김택환       | -4           | 김동원       | -13          |

### 결선
| 1라운드 결선     |
| ---------------- |
| 문호준 76점(1위) |
| 김진희 65점(2위) |
| 장진형 60점(3위) |
| 김진용 39점      |
| 정선호 37점      |
| 강석인 37점      |
| 김선일 22점      |
| 이재성 7점       |

## 2라운드

### 예선
주영식, 김경한, 방준규 선수는 기권하였다.
| 조  | 2라운드 예선 | 2라운드 예선 | 2라운드 예선 | 2라운드 예선 | 2라운드 예선 | 2라운드 예선 | 2라운드 예선 | 2라운드 예선 | 2라운드 예선 | 2라운드 예선 | 2라운드 예선 | 2라운드 예선 | 2라운드 예선 | 2라운드 예선 | 2라운드 예선 | 2라운드 예선 |
| A조 | 문호준       | 60           | 정선호       | 27           | 정영석       | 23           | 한정섭       | 20           | 조현준       | 11           | 김동원       | 10           | 이구응       | 1            | 안한별       | 1            |
| B조 | 강진우       | 66           | 이재성       | 45           | 전인권       | 43           | 김진용       | 37           | 김동주       | 25           | 김영남       | 16           | 김성직       | 14           | 김태영       | 12           |
| C조 | 김진희       | 61           | 김선일       | 51           | 김민규       | 36           | 이요한       | 33           | 박지윤       | 24           | 이원선       | 4            | 김성태       | 4            | 송준우       | 0            |
| D조 | 강석인       | 64           | 장진형       | 55           | 이상윤       | 53           | 이상우       | 51           | 강정민       | 41           | 김택환       | 35           | 김현준       | 26           | 최봉석       | 22           |

### 결선
| 2라운드 결선     |
| ---------------- |
| 문호준 70점(1위) |
| 김진희 58점(2위) |
| 장진형 43점(3위) |
| 강진우 35점      |
| 김선일 27점      |
| 이재성 25점      |
| 정선호 18점      |
| 강석인 17점      |

## 와일드 카드전
| 와일드 카드전    |
| ---------------- |
| 강진우 64점(1위) |
| 강석인 64점(2위) |
| 이재성 61점(3위) |
| 정선호 60점(4위) |
| 강정민 62점(5위) |
| 김진용 60점      |
| 김선일 51점      |
| 전인권 29점      |

## 결승전
| 결승전              |
| ------------------- |
| 강진우 88점(우승)   |
| 문호준 80점(준우승) |
| 김진희 74점(3위)    |
| 강석인 52점         |
| 강정민 46점         |
| 정선호 41점         |
| 장진형 34점         |
| 이재성 13점         |

## 대회 결과

### 라운드 우승자
- 1라운드 : 문호준
- 2라운드 : 문호준

### 최종 결과
- 우승 : 강진우
- 준우승 : 문호준
- 3위 : 김진희